# Oldenlandia parva
Oldenlandia parva är en måreväxtart som beskrevs av Troch.. Oldenlandia parva ingår i släktet Oldenlandia och familjen måreväxter.
Artens utbredningsområde är Senegal. Inga underarter finns listade i Catalogue of Life.